# Richard Bona
Richard Bona (*28. října 1967, Kamerun) je jazzový hudebník a baskytarista.
Protože jeho otec byl zpěvák a perkusionista a jeho matka byla zpěvačka, setkával se Richard Bona s hudbou už od dětství. Když mu byly čtyři roky, začal se učit hrát na balafon, a už v pěti vystupoval v místním kostele. Protože jeho rodina byla chudá, vyráběl si většinu hudebních nástrojů sám, a to včetně flétny a kytary (která měla struny nataženy přes nádrž ze starého motocyklu).
Pověst o jeho talentu se brzy rozkřikla, a tak byl Bona zván na různé festivaly a slavnosti. Na kytaru se začal učit hrát už v jedenácti. Svoji první jazzovou skupinu založil v roce 1980 a s ní také vystupoval ve francouzském jazzovém klubu ve městě Douala. Majitel se s ním spřátelil a pomohl mu objevit některé jazzové muzikanty (zvláště pak fenomenálního baskytaristu Jaca Pastoria). Pod vlivem desek Jaca Pastoria obrátil Bona pozornost k baskytaře.
Když mu bylo 22 let, emigroval do Německa, ovšem později se (hlavně díky hudebním studiím) přestěhoval do Francie. Tam pak s různými muzikanty vystupoval v jazzových klubech (patřili mezi ně Jacques Higelin, Didier Lockwood, Manu Dibango a Salif Keita).
V roce 1995 odjel z Francie do New Yorku, kde žije stále a spolupracuje s jazzmany jako jsou Larry Coryell, Michael Brecker and Randy Brecker nebo Steve Gadd. V současné době učí na univerzitě v New Yorku  a hraje s Patem Methenym a jeho skupinou.

## Diskografie
- 1999 : Scenes from my life
- 2000 : Kaze Ga kureta Melody, Sony Music
- 2001 : Reverence, Columbia Records
- 2003 : Munia : the tale, Universal Music
- 2005 : Tiki, Universal Music
- 2008: Bona Makes You Sweat,  Universal Music Jazz France
- 2009: The Ten Shades of Blues, Universal Music Jazz France
- 2013: Bonafied, Universal Music Jazz France
- 2016: Heritage